# Odysea z Marsu
Odysea z Marsu (jinými názvy též Odysseia z Marsu, Odyssea na Marsu, anglicky „A Martian Odyssey“) je vědeckofantastická povídka spisovatele Stanleyho G. Weinbauma, která vyšla poprvé v červenci 1934 v časopise Wonder Stories. Česky vyšla např. ve sbírce Těžká planeta (Triton, 2005).

## Historie
Nepočítáme-li povídku „The Lost Battle“, kterou Weinbaum publikoval v roce 1917 ve školním časopisu Mercury, je „Odysea z Marsu“ jeho první publikovanou povídkou, která jej vzápětí proslavila. O čtyři měsíce později napsal autor její pokračování, povídku s názvem „Údolí snů“ (anglicky „Valley of Dreams“). Tyto dvě povídky jsou jedinými, jejichž děj Stanley G. Weinbaum zasadil na planetu Mars. Organizace SFWA zařadila „Odyseu z Marsu“ mezi nejlepší sci-fi povídky publikované do roku 1965 , skončila na druhém místě  za Asimovovou povídkou „Soumrak“ (anglicky „Nightfall“). Zároveň je nejstarší z tohoto seznamu oceněných povídek, které byly publikovány v antologii The Science Fiction Hall of Fame Volume One, 1929-1964.
„Odysea z Marsu“ způsobila doslova revoluci v žánru science fiction, Weinbaum vtiskl mimozemským formám života vlastní osobitý ráz. Hlavní hrdina povídky Jarvis nedokáže odhalit motivaci či smysl jednání Marťanů, je zcela odlišný od lidského. V době vydání povídky (a dříve) byli ve vědeckofantastické literatuře Marťané popisováni jako humanoidní bytosti, kteří se od Pozemšťanů lišili jen v nemnoha detailech, zároveň plnili v příběhu pouze druhotnou roli (např. bránit nebo pomáhat hlavní postavě). Teprve tato Weinbaumova povídka přinesla zvrat a autor se stal doslova přes noc slavným a následovaným spisovatelem. Mimo jeho pozoruhodné mimozemské postavy zaujal čtenáře i autorův lehký a klidný styl. Weinbaum se snažil prostředí popsat maximálně věrohodně, přičemž vycházel z poznatků tehdejší vědy. Věděl např., že atmosféra na Marsu je řidší než pozemská, nemohl však znát její složení. Objevuje se zde i zmínka o jaderném výbuchu.

## Námět
Dick Jarvis, člen pozemské expedice na Marsu má během průzkumného letu nad povrchem planety problémy se svým dopravním prostředkem a musí přistát. Rozhodne se vydat k základně pěšky. Během cesty zachrání život místnímu obyvateli Ťuílovi, který se k němu přidá. Jarvis se snaží o vzájemnou komunikaci a poznává, jak je mimozemšťanovo uvažování odlišné.

## Postavy

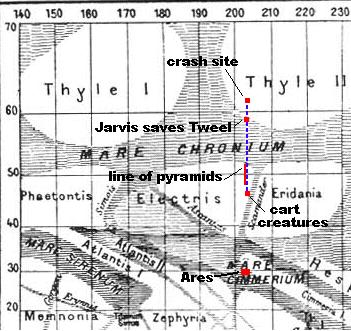
Pouť Dicka Jarvise krajinou Marsu v povídce „Odysea z Marsu“ (jih se nachází na horní části mapy).

- Dick Jarvis - člen pozemské expedice na Marsu, chemik, po poruše svého dopravního prostředku se vydává pěšky na cestu zpět krajinou planety.
- Putz - člen pozemské expedice na Marsu, německý inženýr.
- Leroy - člen pozemské expedice na Marsu, francouzský biolog.
- Harrison - člen pozemské expedice na Marsu, astronom a velitel mise.
- Ťuíl - mimozemská bytost z Marsu (v anglickém originálu a na mapě napravo pojmenována Tweel).

## Děj
Dick Jarvis, člen pozemské expedice Ares na Marsu má během průzkumného letu nad povrchem planety potíže a musí nouzově přistát. Rozhodne se vrátit na základnu pěšky, i když odhaduje vzdálenost na 1100 km. Doufá, že jej cestou kolegové naleznou. Vzhledem k nízké gravitaci si může vzít dostatečnou zásobu vody (100 kg) a jídla. Vybaven teplým spacím pytlem a ozbrojen revolverem se vydává na pochod. Zakrátko se dostane ke kanálu, v němž se nachází místní vegetace. Zvláštní zelený trávník mu uhýbá před nohama, a když se vzdálí, opět se za ním sbíhá. následně je svědkem boje podivné příšery s mnoha chapadlovitými výběžky, která svírá pozemskému pštrosu podobnou bytost. Po krátkém váhání se rozhodne krákající bytost zachránit a postřelí příšeru. Ta zmizí v puklině pod skálou.
Bytost vydává zvuk, podle nějž si jej Dick pojmenuje jako Ťuíl. Spřátelí se s ním a Ťuíl jej doprovází na jeho pouti marťanskou pouští. Pohybuje se obrovskými skoky, přičemž dokáže vyskočit až 25 metrů do výšky. V provizorním nočním tábořišti se Dick Jarvis pokouší s mimozemským tvorem navázat komunikaci. Zatímco Ťuíl pochytí několik slov, Jarvis má problémy pochopit, co má jeho nový přítel na mysli. Nakreslí do písku mapu Sluneční soustavy a Ťuíl okamžitě zareaguje, přikreslí k vnitřním planetám jejich měsíce. Pozemšťan si uvědomí, že zdejší civilizace je poměrně vyspělá, ovládá astronomii.
Po dvoudenním trmácení Mořem Času zahlédne Jarvis se svým společníkem před sebou poušť Xanthus. Je již dost unavený, ale Ťuíl vypadá stále odpočatě (a to se navíc Dickovi zdá, že mimozemšťan nepotřebuje spát). Zvedne se mrak písečného prachu a z nedalekých skalisek se začnou sypat malé duté koule. Když pak Jarvis jednu z nich rozlouskne, vyvalí se z ní nepříjemný zápach. Ťuíl ukáže na kouli a řekne: „skála“. Jarvis neví, co má na mysli. Zjistí to až později, když narazí na celou řadu postupně se zvětšujících pyramid. Tyto pyramidy vystavěli dlouhověcí tvorové, jejichž organismus není na bázi uhlíku, nýbrž křemíku. Pyramidy jsou jejich ulitou a když už jsou jim těsné, posunou se o kousek dál a začnou budovat větší. Koule se smradlavým obsahem jsou jejich spory.
Ťuíl zachrání Dickovi život, když jej varuje před mimikrami nebezpečného chapadlovitého dravce podobného tomu, kterého dříve Dick postřelil. Jarvis totiž vidí na poušti ženu a běží k ní, dokud ho pštrosovitý společník nezastaví. Podlehl halucinaci, kterou je schopna chapadlovitá příšera vyvolat. Dobrodružství pokračuje, nyní v homolovitém městě podél kanálů. Jejich obyvatelé vypadají jako čtyřruký a čtyřnohý sud bez hlavy opásaný množstvím očí. Stále převážejí na vozíčcích nějaký materiál do svého města a na dvojici vetřelců reagují jen velmi vlažně. Jarvis s Ťuílem vlezou do podzemní části, kde se skrývá rozsáhlý systém chodeb. Zanedlouho ztratí cestu a tápou v podzemním bludišti. Nakonec přijdou k obrovské podzemní místnosti s nějakým strojem připomínajícím velké soukolí. Tvorové do něj vysypávají svůj náklad, které soukolí drtí, a občas do něj skočí i sami. Jarvis naprosto nechápe význam tohoto obětování. Když se pak porozhlédne po místnosti, objeví světélkující krystal s léčivými vlastnostmi. Po chvíli se kolem nich srotí dav původně nevšímavých tvorů, kteří se teď chovají agresivně. Ťuíl a Jarvis jsou donuceni k ústupu a Pozemšťan ve spěchu v jeskyních zanechá i svůj vyhřívaný spací pytel a zásobu vody. Je mu jasné, že i když se dostane na povrch, bez spacáku a bez vody dlouho nevydrží. Na povrch se skutečně dostanou a tam je Jarvis zachráněn Putzem, který po něm pátral v raketě. Ťuíl zmizel, ale Putz jej předtím spatřil. Nakonec vyjde najevo, proč se tvorové začali chovat nepřátelsky, Dick Jarvis jim totiž ukradl z podzemního města léčivý zářící krystal.

## Vydání
Česky nebo slovensky vyšla povídka v následujících sbírkách nebo antologiích:
Pod názvem Odysea z Marsu:
- Síň slávy: Nejlepší SF povídky všech dob 1929 - 1946 (Baronet, 2003)
- Těžká planeta (Triton, 2002, 2005, 2011)

Pod názvem Odyssea na Marsu:
- Odyssea na Marsu (AFSF, 1992)

Pod názvem Odysseia z Marsu:
- Těžká planeta (Mladá fronta, 1979)[2]

Anglicky vyšla povídka v následujících sbírkách Stanleyho G. Weinbauma:
- The Dawn of Flame (1936)
- A Martian Odyssey and Others (1949)
- A Martian Odyssey and Other Classics of Science Fiction (1962)
- A Martian Odyssey and Other Great Science Fiction Stories (1966)
- A Martian Odyssey and Other Science Fiction Tales (1974)
- The Best of Stanley G. Weinbaum (1974)
- Interplanetary Odysseys (2006)

## Adaptace
"Odysea z Marsu" vyšla jako komiks v antologii Science Fiction Classics: Graphic Classics Volume Seventeen z roku 2009. Příběh přepsal Ben Avery a ilustroval George Sellas. Komiks se drží poměrně věrně příběhu, ale nezmiňuje tvory, kteří staví křemenné pyramidy.